# رافاييل نادال في 2010

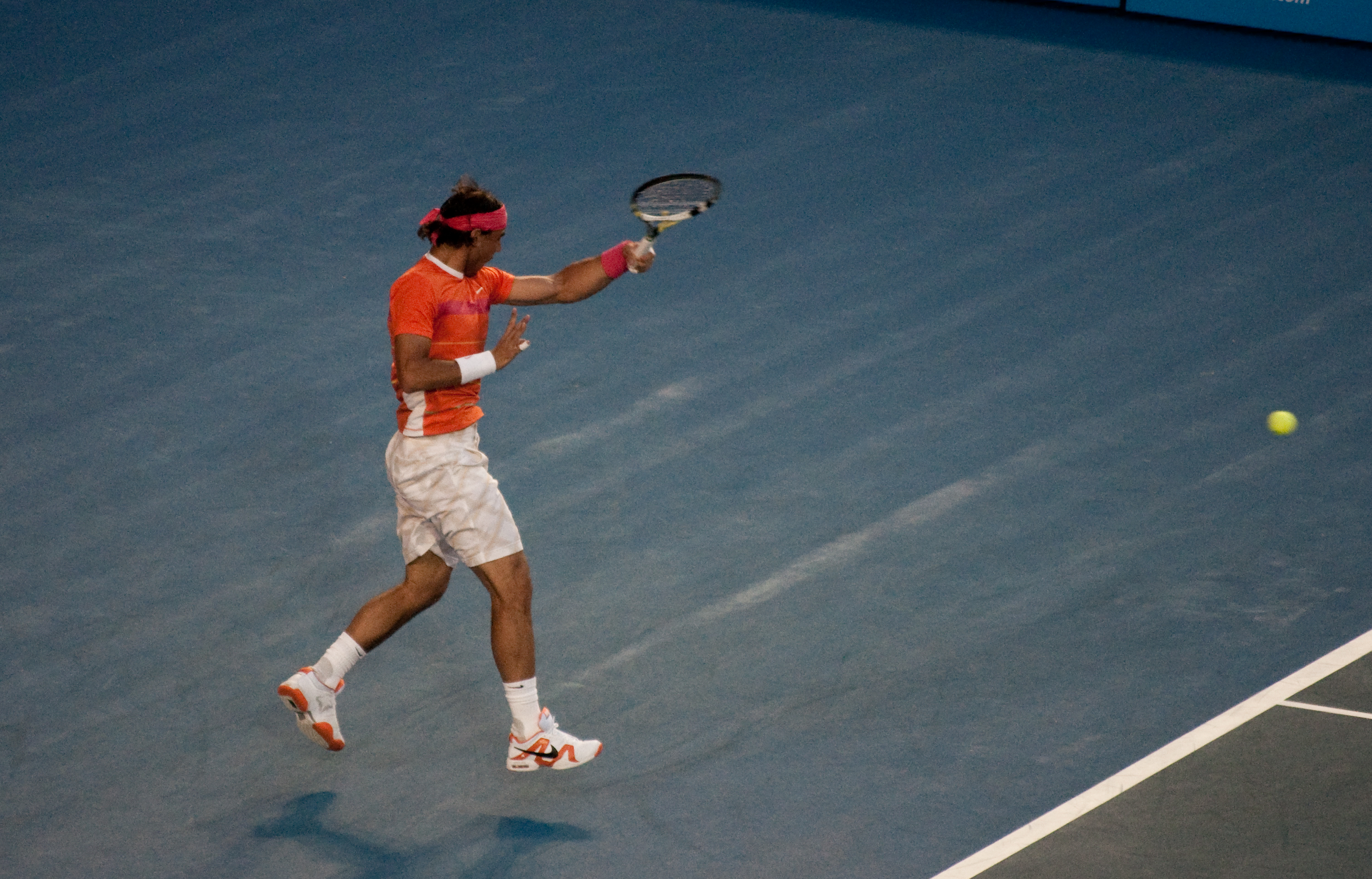

بدأ موسم رافاييل نادال لعام 2010 في تاريخ 1 يناير.

## أبو ظبي
بدأ نادال هذا العام من خلال المشاركة في بطولة كابيتالا العالمية للتنس الاستعراضية في أبوظبي, الإمارات. حيث بدأها في الدور نصف النهائي وقد هزم مواطنه ديفيد فيرير 7-6 (3), 6-3 ليصل إلى النهائي الثاني له في هذه البطولة بعد نهائي العام الماضي واستطاع هزيمة السويدي روبن سودرلينغ 7-6 (3)، 7-5.

## الدوحة
شارك نادال في بطولة قطر اكسون موبيل المفتوحة للتنس من 250 نقطة في الدوحة والتي اعتاد على أن يبدأ الموسم فيها حيث خسر في المباراة النهائية. وبدأ البطولة بالفوز على الإيطالي سيموني بوليلي 6-3 و6-3 في الدور الأول وفي الدور الثاني هزم نادال بوتيتو ستاراتشي بنتيجة 6-2 و6-2. وواصل التقدم حيث انتصر في الدور ربع النهائي على البلجيكي ستيف دارسيس بنتيجة 6-1 في المجموعة الأولى و2-0 في الثانية حيث انسحب اللاعب البلجيكي للإصابة. أما في الدور نصف النهائي قام نادال بهزيمة اللاعب الصربي فيكتور ترويسكي 6-1 و6-3. وفي المباراة النهائية انهزم نادال أمام الروسي نيكولاي دافيدينكو حيث كان متقدماً في المجموعة الأولى 6-0 لكن الروسي عاد وحسم المباراة بنتيجة 6-7 (8) و4-6 رغم سيطرة نادال الواضحة في المجموعة الأولى وحصوله على نقطتي حسم الثانية. يذكر أن دافيدينكو هزم روجر فيدرير في الدور قبل النهائي قبل وصوله للمباراة النهائية.

## أستراليا المفتوحة
في الدور الأول من بطولة أستراليا المفتوحة، فاز نادال على بيتر لوزاك من أستراليا بنتيجة 7-6 (0)، 6-1، 6-4. وفي الدور الثاني فاز على لوكاس لاكو من سلوفاكيا 6-2، 6-2، 6-2. بعدها مر نادال باختباره الصعب الأول في البطولة حيث واجه الألماني فيليب كولشرايبر وانتصر عليه في النهاية بنتيجة 6-4، 6-2، 2-6، 7-5. أما في الدور الرابع واجه نادال العملاق الكرواتي صاحب 2.08 سنتيمتر ايفو كارلوفيتش وفاز عليه 6-4، 4-6، 6-4، 6-4. بعدها وصل نادال للدور ربع النهائي حيث واجه البريطاني أندي موراي وانسحب في المجموعة الثالثة التي كانت متأخراً فيها 0-3. فبعد دخول الأطباء أكثر من مرة للكشف عن نادال قرر الانسحاب من المباراة حيث كان منهزماً في المجموعتين الأوليتين 6-3 و7-6 (2). بعدها بأيام قرر الأطباء بأنه يجب على نادال أن يأخذ استراحة من اسبوعين إلى أربعة لكي يتم إعادة تأهيله مرة أخرى بسبب عودة ألام بسيطة لنادال في الركبة.

## إنديان ويلز
بلغ نادال الدور نصف النهائي في الفردي لبطولة بي ان بي باريبا في انديان ويلز في كاليفورنيا, حيث كان هو حامل اللقب, ولكن في نهاية المطاف انهزم أمام اللاعب المخضرم إيفان ليوبيسيتش بثلاث مجموعات. لكنه لم يخرج بدون شيء من هذه البطولة حيث استطاع نادال الحصول على لقب بطولة الزوجي مع زميله وصديقه الأسباني مارك لوبيز عندما هزما الفريق الثاني على العالم في تصنيف الزوجي دانييل نيستور ونيناد زيمونيتش. وهذا عزز ترتيب نادال في الزوجي حيث قفز إلى التصنيف 66 على العالم، في حين كان في التصنيف 241 قبل البطولة.

## ميامي
وصل نادال إلى نصف النهائي في بطولة سوني إريكسون المفتوحة في ميامي لكنه خسر أمام الأمريكي أندي روديك في ثلاث مجموعات.

## مونتي كارلو
وصل نادال للمباراة النهائية في بطولة رولكس مونتي كارلو المقامة في موناكو. وفي الدور نصف النهائي فاز على مواطنه ديفيد فيرير بنتيجة 6-3 و6-2 وصعد للمرة الأولى إلى المباراة النهائية منذ نهائي بطولة الدوحة في وقت سابق من العام وفاز في النهائي بسهولة تامة على مواطنه فيرناندو فيرداسكو 6-0، 6-1. حيث خسر نادال 14 شوط فقط في هذه البطولة بأكملها وكانت أسهل مرة يصل فيها إلى المباراة النهائية في هذه البطولة. ويذكر بأن هذا النهائي الذي جمع نادال وفيرداسكو هو أقصر نهائي في نهائيات سلسلة الماسترز 100 نقطة على الإطلاق من حيث الوقت. وبهذا الفوز أصبح نادال أول لاعب في العصر المفتوح يفوز بلقب بطولة أساتذة لمدة ست سنوات متتالية.

## روما
كانت وجهة نادال المقبلة هي بطولة انترناسيونالي بي ان ال دإيتاليا المقامة في العاصمة الإيطالية روما. هزم فيليب كولشرايبر, فيكتور هانيسكو وستانيسلاس فافرينكا جميعهم بمجموعتين نظيفتين على التوالي. وبعد 57 فوز على التوالي في شهر أبريل وفي الدور قبل النهائي واجه نادال اللاعب اللاتفي ايرنيست جولبيس الذي فاز على السويسري روجر فيدرير في وقت سابق من البطولة حيث عانى نادال بشكل كبير جداً في هذه المباراة بسبب قوة ضربات الأرسال لدى جولبيس ومرونة ضربات الدروب شوت لديه حيث ذهبت المباراة إلى ثلاث مجموعات وكانت المرة الأولى هذا العام مباراة يلعبها نادال على الأراضي الرملية تنتهي بثلاث مجموعات. وفي نهاية المطاف انتصر نادال بنتيجة 6-4 و4-6 و6-3 في ساعتين وأربعين دقيقة. وفي المباراة النهائية هزم مواطنه ديفيد فيرير 6-2، 7-5 ليسجل لقب خامس له في روما ويعادل الرقم القياسي المسجل في أكثر عدد ألقاب أساتذة باسم الأمريكي أندريه اغاسي بـ 17 لقب.

## مدريد
دخل نادال بطولة موتوا مدريد المفتوحة حيث كان قد أنهاها في مركز الوصيف العام الفائت. كونه واحد من المصنفين الثمانية الأوائل فأنه لم يلعب الدور الأول, وفي الدور الثاني فاز على اللاعب القادم من التصفيات وهو الأوكراني ألكسندر دولغوبولوف بمجموعتين نظيفتين. ثم فاز على العملاق الأمريكي صاحب 2.06 سنتيمتر جون إيسنر بشكل مريح بنتيجة 7-5 و6-4. بعدها قابل الفرنسي جايل مونفيس في الدور ربع النهائي وانتصر عليه بنتيجة 6-1 و6-3. ثم واجه مواطنه نيكولاس ألماغرو في الدور نصف النهائي الذي كان النصف نهائي الأول في تاريخه في بطولات سلسلة الأساتذة 1000 نقطة, وفاز نادال عليه بثلاث مجموعات 4-6، 6-2، 6-2. وكانت المباراة الثانية لنادال هذا الموسم في الملاعب الرملية ينهيها بثلاث مجموعات. في المباراة النهائية هزم نادال منافسه العنيد السويسري روجر فيدرير 6-4 و7-6 (5)، وثأر لهزيمة نهائي العام الماضي من نفس البطولة أمام فيدرير. وبهذا حصل على لقبه الثامن عشر في بطولات الأساتذة وحطم الرقم القياسي المسجل بـ 17 لقب للأمريكي أندريه أغاسي وأصبح أول لاعب في العصر المفتوح يحرز جميع بطولات الملاعب الرملية لسلسلة الأساتذة في نفس العام وأول لاعب يفوز بثلاث بطولات متتالية من سلسلة الماسترز وفي هذا اليوم تقدم نادال مركز واحد في التصنيف العالمي ليعود الرقم 2 على العالم مرة أخرى.

## فرنسا المفتوحة
بدأت بطولة فرنسا المفتوحة, وتوقع كثيرون نهائي آخر بين فيدرير ونادال, ومع ذلك أصبح هذا الأمر مستحيلاً عندما خسر منافسه السويسري على يد اللاعب السويدي روبن سودرلينغ 3-6 و6-3 و7-5 و6-4 في الدور ربع النهائي. وبفشل فيدرير بالوصول للمباراة النهائية أعطى الفرصة لنادال للعودة للتصنيف الأول بشرط أن يحصل على اللقب. وبالفعل وصل نادال للمباراة النهائية وقابل روبن سودرلينغ الذي أطاح بفيدرير واستطاع نادال أن ينهي المباراة بواقع 6-4 و6-2 و6-4 ليفوز ببطولة فرنسا المفتوحة. ومنح هذا الفوز اللقب السابع لنادال في سلسلة الجراند سلام, وانضم إلى قافلة من لديهم 7 بطولات جراند سلام وهم جون ماكنرو وجون نيوكومب وماتس فيلاندر. وبهذا الفوز أيضاً استعاد نادال المركز الأول عالمياً مرة أخرى من منافسه اللدود روجر فيدرير الذي كان على بُعد اسبوع واحد من تحطيم الرقم القياسي لأكثر لاعب تصدر التصنيف العالمي للعبة. وأيضاً أصبح نادال أول لاعب في التاريخ يفوز بجميع البطولات على الملاعب الرملية في نفس العام, ثلاث بطولات أساتذة وبطولة فرنسا المفتوحة. وقد أطلقت وسائل الاعلام على نادال لقب «كلاي سلام» أي عملاق التراب. وكان هذا الفوز الثاني لنادال بلقب بطولة جراند سلام دون أن يخسر أي مجموعة في البطولة بعد بطولة فرنسا المفتوحة 2008 وبهذا الفوز عادل الرقم المسجل باسم الأسطورة بيورن بورغ الذي أنهى بطولتي جراند سلام دون خسارة أي مجموعة. وبفوزه ببطولة فرنسا المفتوحة حجز نادال المقعد الأول لبطولة نهائيات جولة رابطة محترفي التنس التي ستقام في نهاية الموسم في لندن, وبهذا أصبح نادال أول لاعب يحرز خمسة ألقاب في بطولة فرنسا المفتوحة خلال 6 سنوات متتالية.

## كوينز
دخل نادال بطولة ايغون العشبية التي فاز بها في عام 2008. وقد شارك في مسابقتي الفردي والزوجي باعتبارها البطولة التحضيرية لويمبلدون. فكونه أحد المصنفين الثمانية الأوائل لم يشارك في الدور الأول. وافتتح مسيرته في البطولة ضد اللاعب ماركوس دانييل وكانت المباراة الأولى لنادال على الملاعب العشبية منذ فوزه ببطولة ويمبلدون 2008, وفاز نادال في المباراة بسهولة بواقع 6-2 و6-2. في الدور الثالث قابل نادال اللاعب الأوزبكي دينيس ايستومين وفاز عليه بثلاث مجموعات 7-6 (4)، 4-6، 6-4 ليتأهل للدور ربع النهائي ويخسر أمام مواطنه فيليسيانو لوبيز بواقع 6-7 (5)، 4-6 ويخرج من البطولة.

## ويمبلدون
بدأ نادال بطولة ويمبلدون بالفوز على اللاعب الياباني كي نيشيكوري 6-2 و6-4 و6-4. وفاز في الدور الثاني على روبن هاسي من هولندا بخمس مجموعات 5-7 و6-2 و3-6 و6-0 و6-3 بعدها هزم الألماني فيليب بيتشنر في مباراة مثيرة للغاية حيث تقدم نادال في المجموعة الأولى 6-4 لكن الألماني عاد في المباراة وفاز في مجموعتين متتاليتين بواقع 6-4 و7-6 بعدها استرجع نادال قواه وانتصر في المجموعتين الرابعة والخامسة 6-2 و6-3 وفاز في المباراة. ويذكر بأن نادال في مباراته مع بيتشنر تلقى أنذاراً من حكم الكرسي بحجة أنه تلقى تعليمات من مدربه وعمه توني نادال وقد تم تغريمه بمبلغ 2000 دولار من قبل المسؤولين في البطولة, حيث بعد انتهاء المباراة صرح كل من رافاييل وتوني نادال بأن العم والمدرب كان يحفز رافاييل ولم يقدم له أي تعليمات أو إشارات. بعدها واجه نادال الفرنسي بول هنري ماثيو في دور الـ 16 وهزمه بثلاث مجموعات نظيفة 6-4 و6-2 و6 -2. ثم قابل السويدي روبن سودرلينغ الذي حصلت بينهما انعدام روح رياضية من اللاعب السويدي في نفس البطولة من عام 2007 وفاز نادال عليه في أربع مجموعات بنتيجة 3–6, 6–3, 7–6(7–4), 6–1. بعدها هزم نادال البريطاني أندي موراي بثلاث مجموعات نظيفة وثأر لخسارة ربع نهائي أستراليا المفتوحة من نفس العام وفاز بنتيجة 6-4 و7-6 (8-6) و6-4. وتأهل نادال للمرة الرابعة على التوالي لنهائي بطولة ويمبلدون. في المباراة النهائية التقى نادال اللاعب التشيكي توماس بيرديتش وتغلب عليه بسهولة تامة بثلاث مجموعات متتالية 6-3 و7-5 و6-4. وقد صرح نادال بعد الفوز مباشرة قائلاً «إنه أكثر من مجرد حلم بالنسبة لي» وشكر الجماهير بشكل خاص لكونها قدمت الدعم الكبير له في جميع مبارياته وتمنى التوفيق للاعب التشيكي, ويذكر أيضاً أن نادال قد أشاد بخصمه أندي موراي في الدور نصف النهائي وتمنى له الحظ الجيد. وبهذا الفوز أصبح في رصيد نادال لقبين في بطولة ويمبلدون وأيضاً أضاف لقب جديد إلى قائمة ألقابه في الجراند سلام ليصبح بـ 8 ألقاب بعمر 24 سنة فقط.

## كندا
استطاع نادال الوصول لنصف نهائي بطولة كأس روجرز للأساتذة هو والمصنف الثاني عالميا نوفاك دجوكوفيتش والثالث روجر فيدرير والرابع أندي موراي, وكان نادال قد لعب مباراة صعبة للغاية في الدور ربع النهائي حيث كان متأخراً أمام الألماني فيليب كولشرايبر 3-6 وقلب المباراة لمصلحته بواقع 6-3 و6-4. وفي نصف النهائي قابل نادال أندي موراي الذي يدافع عن لقبه في هذه البطولة واستطاع البريطاني الفوز على بطل العالم بواقع 6-3، 6-4، ليصبح موراي اللاعب الوحيد في 2010 يفوز على نادال أكثر من مرة (مرتين).

## سينسيناتي
في بطولة سينسيناتي للأساتذة دخل نادال البطولة وهو على قمة تصنيفها كونه المصنف الأول عالمياً وقد انهزم في الدور ربع النهائي أمام اللاعب القبرصي ماركوس باجداتيس.

## أمريكا المفتوحة
في بطولة الولايات المتحدة المفتوحة دخلها نادال كمصنف أول للمرة الثانية بعد 2008 هزم كل من تيموراز غاباشفيلي ودينيس ايستومين وجيل سيمون وفيليسيانو لوبيز المصنف 32 في البطولة والمصنف الثامن فرناندو فيرداسكو والمصنف رقم 12 ميخائيل يوجني على التوالي جميعهم دون أن يخسر أي مجموعة ليصل إلى المباراة النهائية للمرة الأولى في تاريخه, ليصبح ثامن لاعب في العصر المفتوح الذي يصل لجميع نهائيات الجراند سلام, وثاني أصغر لاعب في التاريخ يصل للنهائيات الأربعة بعد جيم كورير بعمر 24 سنة فقط. في المباراة النهائية هزم نادال الصربي نوفاك دجوكوفيتش 6-4، 5-7، 6-4، 6-2, الذي بعد هذه المباراة أكمل عقد البطولات الأربعة الكبرى وأصبح ثاني لاعب في التاريخ يحصد البطولات الخمسة الكبرى والمتكونة من البطولات الأربع الكبرى (جراند سلام) والميدالية الذهبية الأولمبية بعد الأمريكي أندريه أغاسي. كما أصبح نادال أول لاعب في التاريخ يفوز بثلاث بطولات جراند سلام مختلفة الأرضية (ترابية, عشبية, وصلبة) في نفس العام, وأول لاعب يفوز ببطولة فرنسا المفتوحة وبطولة ويمبلدون وبطولة أمريكا المفتوحة في نفس العام منذ عام 1969 عندما فعلها رود ليفر وأيضاً اللاعب ماتس فيلاندر وأصبح نادال مع ليفر وفيلاندر الثلاثة الوحيدون في التاريخ يفوزون بثلاثة ألقاب جراند سلام مختلفة الأرضية (ترابية, عشبية, وصلبة), كما أصبح نادال أول لاعب أعسر اليد يفوز بلقب بطولة أمريكا المفتوحة منذ جون ماكنرو عام 1984. وبعد هذا الفوز ضمن نادال بقائه في صدارة التصنيف العالمي إلى نهاية موسم 2010. وبهذا أصبح نادال ثالث لاعب في التاريخ بعد (ايفان ليندل في عام 1989 والسويسري روجر فيدرير في عام 2009) يستعيد صدارة التصنيف العالمي بعدما فقده.

## بانكوك
وبدأ نادال جولته الآسيوية بالمشاركة في بطولة تايلاند المفتوحة حيث بلغ الدور نصف النهائي وتلقى هزيمة مفاجئة على يد مواطنه جويرمو جارسيا لوبيز بمجموعتين لواحدة. ويذكر أنه خلال المباراة استطاع نادال الحصول على 26 نقطة كسر إلا أنه لم يحصل إلا على اثنتين منها فقط.

## طوكيو
دخل نادال بطولة راكوتين جابان المفتوحة في طوكيو والتي يشارك فيها للمرة الأولى, وعاد نادال ليظهر مرة أخرى بنفس هيئة اللاعب الذي فاز ببطولة أمريكا المفتوحة وإكمال عقد البطولات الأربعة الكبرى منذ أقل من شهر ولم يعاني في الدور الأول والثاني حيث فاز على كل من سانتياجو جيرالدو 6-4، 6-4 وميلوس راونيتش بنفس النتيجة. بعدها هزم نادال اللاعب الروسي ديمتري تورسنوف 6-4، 6-1 ووصل للدور نصف النهائي وقابل اللاعب الصربي فيكتور ترويسكي حيث عانى نادال كثيراً في هذه المباراة ووصلت إلى المجموعة الفاصلة وأتت نقطتين للفوز بالمباراة للاعب الصربي واحدة منهما كانت على إرساله إلا أنه لم يستطع تحقيق أي منهما وانتهت المجموعة الأخيرة بشوط كسر التعادل 9-7 لنادال وانتصر في المباراة بواقع 7-6، 4-6، 7-6 وتأهل للنهائي حيث قابل اللاعب الفرنسي جايل مونفيس وفاز عليه بسهولة بنتيجة 6-1، 7-5 ليحصد نادال اللقب السابع له هذا الموسم.

## شانغهاي
افتتح نادال مشاركته في بطولة شنغهاي للأساتذة حيث هو المصنف الأول عالميا, فبعد فوزه على السويسري ستانيسلاس فافرينكا في مباراته الأولى تلقى نادال صفعة كبيرة بخسارته أمام المصنف الثاني عشر عالمياً النمساوي يورجن ميلتسر في الدور الثالث لينتهي الرقم الذي سجله ببلوغه 21 ربع نهائي بطولة أساتذة على التوالي.

## الإصابة
في 5 نوفمبر أعلن نادال الانسحاب من بطولة باريس بسبب إصابه تعرض لها في كتفه الأيسر.

## نهائيات الجولة العالمية
في نهائيات الجولة العالمية في لندن, فاز نادال في المباراة الأولى على أندي روديك 3-6 و7-6 (5) و6-4, نوفاك دجوكوفيتش 7-5 و6-2 في المباراة الثانية، وتوماس بيرديتش 7-6 (3)، 6-1 في المباراة الثالثة، ليتأهل إلى الدور نصف النهائي للمرة الثالثة في مسيرته متصدراً مجموعته. وهذه هي المرة الأولى التي يحقق فيها نادال ثلاثة انتصارات في دور المجموعات. في الدور نصف النهائي فاز نادال على أندي موراي 7-6 (5)، 3-6، 7-6(6) بصعوبة كبيرة جداً واستطاع الوصول لنهائي البطولة للمرة الأولى في مسيرته. في لقائهما الثاني هذا الموسم فاز روجر فيدرير في النهائي بنتيجة 3-6، 6-3، 6-1.